# Krzysztof Komarzewski
Krzysztof Komarzewski (Gdańsk, 16 de septiembre de 1998) es un jugador de balonmano polaco que juega de extremo derecho en el NMC Górnik Zabrze. Es internacional con la selección de balonmano de Polonia.
Su primer gran campeonato con la selección fue el Campeonato Europeo de Balonmano Masculino de 2022.

## Palmarés

### Wisla Plock
- Copa de Polonia de balonmano (2): 2022, 2023

## Clubes
| Club              | País    | Año         |
| ----------------- | ------- | ----------- |
| SMS ZPRP Gdańsk   | Polonia | 2016 - 2017 |
| Wybrzeże Gdańsk   | Polonia | 2017 - 2019 |
| Orlen Wisła Płock | Polonia | 2020 - 2023 |
| AEK Atenas        | Grecia  | 2023        |
| MKS Kalisz        | Polonia | 2023-2024   |
| NMC Górnik Zabrze | Polonia | 2024-Act.   |